# Куделин
Ку́делин (болг. Куделин) — село у Видинській області Болгарії. Входить до складу общини Брегово.

## Населення
За даними перепису населення 2011 року у селі проживали 385 осіб.
Національний склад населення села:
| Національність   | Кількість осіб | Відсоток |
| ---------------- | -------------- | -------- |
| болгари          | 370            | 96,6%    |
| турки            | 0              | 0%       |
| інша             | 12             | 3,1%     |
| Всього відповіли | 383            |          |

Розподіл населення за віком у 2011 році:
Динаміка населення: